# Pucallpa robusta
Pucallpa robusta är en skalbaggsart som beskrevs av Monné 1978. Pucallpa robusta ingår i släktet Pucallpa och familjen långhorningar. Inga underarter finns listade i Catalogue of Life.